# Trinchesiidae
Trinchesiidae F. Nordsieck, 1972 è una famiglia di molluschi nudibranchi della superfamiglia Fionoidea.

## Tassonomia
Comprende i seguenti generi:
- Catriona Winckworth, 1941
- Diaphoreolis Iredale & O'Donoghue, 1923
- Phestilla Bergh, 1874
- Rubramoena Cella, Carmona, Ekimova, Chichvarkhin, Schepetov & Gosliner, 2016
- Selva Edmunds, 1964
- Tenellia A. Costa, 1866
- Trinchesia Ihering, 1879
- Zelentia Korshunova, Martynov & Picton, 2017